# Wochenendsiedlung (Gemeinde Steinbrunn)
Wochenendsiedlung ist eine Wochenendhaussiedlung in der Gemeinde Steinbrunn im Bezirk Eisenstadt-Umgebung im Burgenland.

## Geografie
Die Siedlung befindet sich westlich von Steinbrunn in einem aufgelassenen Bergbaugebiet und ist mit den Wochenendhaussiedlungen in Zillingdorf verwachsen. Im Westen der Siedlung befindet sich der Steinbrunner See, der zur Hälfte in Niederösterreich liegt.

## Geschichte
Nach langjähriger Zugehörigkeit zum Königreich Ungarn, zuletzt im Stuhlbezirk Eisenstadt des Komitats Ödenburg gelegen, gelangte das Gebiet im Jahr 1921 an Österreich. Die Siedlung wurde in der 2. Hälfte des 20. Jahrhunderts errichtet.